# Мариновка (Кемеровская область)
Мариновка — деревня в Юргинском районе Кемеровской области России. Входит в состав Попереченского сельского поселения.

## География
Деревня находится в северо-западной части области, к востоку от реки Искитим, на расстоянии примерно 16 километров (по прямой) к югу от районного центра города Юрга. Абсолютная высота — 180 метров над уровнем моря.
Часовой пояс
Деревня Мариновка, как и вся Кемеровская область, находится в часовой зоне МСК+4. Смещение применяемого времени относительно UTC составляет +7:00.

## История
Основана в 1918 году. По данным 1926 года имелось 25 хозяйств и проживало 147 человек (в основном — русские). В административном отношении деревня входила в состав Большеискитимского сельсовета Юргинского района Томского округа Сибирского края.

## Население
| 2010 |
| ---- |
| 3    |

Половой состав
По данным Всероссийской переписи населения 2010 года в гендерной структуре населения мужчины составляли 66,7 %, женщины — соответственно 33,3 %.
Национальный состав
Согласно результатам переписи 2002 года, в национальной структуре населения русские составляли 100 % из 5 чел.

## Улицы
Уличная сеть деревни состоит из одной улицы (ул. Центральная).